# Hubert Łaszkiewicz
Hubert Łaszkiewicz (ur. 17 października 1961 w Warszawie) – polski historyk dziejów nowożytnych, doktor habilitowany nauk humanistycznych, dziekan 
Wydziału Nauk Humanistycznych Katolickiego Uniwersytetu Lubelskiego Jana Pawła II.

## Życiorys
W 1985 ukończył studia historyczne na KUL. Od 1989 tamże zatrudniony – w Katedrze Historii Powszechnej Wieków Średnich oraz w Katedrze Historii Szkolnictwa. Obecnie kierownik Katedry Historii Europy Wschodniej Instytutu Historii KUL. Zainteresowania naukowe: historia dawnej Rzeczypospolitej i Carstwa Moskiewskiego, Europy Środkowo-Wschodniej XVI-XVII wieku, historia gospodarcza, idei, religii oraz historia historiografii. Członek Polskiego Towarzystwa Historycznego, Towarzystwa Instytutu Europy Środkowo-Wschodniej.

## Wybrane publikacje
- Typologia diecezji prawosławnych w Rosji w XIX i na początku XX wieku. Materiał do dyskusji, [w:] Katolicyzm w Rosji i Prawosławie w Polsce (XI–XX w), red. Juliusz Bardach, Warszawa 1997, s. 247–259.
- Dziedzictwo czy towar? Szlachecki handel ziemią w powiecie chełmskim w II połowie XVII w., Lublin, Towarzystwo Naukowe KUL, 1998.
- (redakcja) Churches and Confessions in East Cental Europe in Early Modern Times, Lublin 1999, ISBN 83-85854-36-3
- (redakcja) Unia lubelska i tradycje integracyjne w Europie Środkowo-Wschodniej, Lublin 1999, ISBN 83-85854-43-6
- (przekład) Zachar Szybieka, Historia Białorusi 1795–2000, Lublin 2001, ISBN 83-85854-74-6
- (przekład) Hienadź Sahanowicz, Historia Białorusi od czasów najdawniejszych do końca XVIII wieku, Lublin 2001, ISBN 83-85854-73-8
- Pojęcie honoru w Carstwie Moskiewskim i w Rzeczypospolitej w XVI-XVII wieku, [w:] Dusza polska i rosyjska. Spojrzenia współczesne, red. Andrzej de Lazari i Roman Backer, Łódź, Interdyscyplinarny Zespół Badań Sowietologicznych Uniwersytetu Łódzkiego, Katedra Politologii Uniwersytetu Mikołaja Kopernika, Wydawnictwo Ibidem, 2003, s. 89–97;
- A Quest for Identity: East Central Europe and its Historians, [w:] East-Central Europe’s Position within Europe. Between East and West, ed. by Jerzy Kłoczowski, Lublin, Wydawnictwo Instytutu Europy Środkowo-Wschodniej, 2004, s. 60–71;
- Stosunki polsko-francuskie w rozszerzonej Unii Europejskiej, Lublin, Instytut Europy Środkowo-Wschodniej, 2004, ss. 29 [Analizy Instytutu Europy Środkowo-Wschodniej, t. 4, pod red. Jerzego Kłoczowskiego].
- (redakcja) East-Central Europe in European History. Themes & Debates, Lublin 2009, ISBN 978-83-85854-97-5
- (redakcja) Ziemiaństwo na Lubelszczyźnie III. Panie z dworów i pałaców : materiały III sesji naukowej zorganizowanej w Muzeum Zamoyskich w Kozłówce 11–13 października 2006, t. 1–2, Lublin: Wydawnictwo Werset 2007.
- Grigorij Karpowicz Kotoszychin o władzy w Carstwie Moskiewskim pierwszych Romanowów : pravivše gosudarstvo svoe tiho i blagopolučno..., Katolicki Uniwersytet Lubelski Jana Pawła II. Wydział Humanistyczny, Lublin: Wydawnictwo KUL 2007.
- (redakcja) Marc Bloch, Pochwała historii czyli O zawodzie historyka, przeł. Wanda Jedlicka, przejrzał i przedmową opatrzył Witold Kula, przekład uzupełnił, zredadował i wprowadzeniem poprzedził Hubert Łaszkiewicz, wyd. 2, Kęty: Wydawnictwo Marek Derewiecki 2009.
- (redakcja) Ziemiaństwo na Lubelszczyźnie IV. Ziemianie w podróży: materiały IV sesji naukowej zorganizowanej w Muzeum Zamoyskich w Kozłówce w dniach 8-10 października 2008 roku, t. 1–2, Lublin: Wydawnictwo Werset 2010.
- (przekład) Henri-Irénée Marrou, O poznaniu historycznym, przeł. Hubert Łaszkiewicz, Kęty: Wydawnictwo Marek Derewiecki 2011.
- (redakcja) Poland: a history, ed. Jerzy Kłoczowski, Hubert Łaszkiewicz, transl. Robert Looby, Ewa Fiutka, Lublin: Towarzystwo Instytutu Europy Środkowo-Wschodniej - Instytut Europy Środkowo-Wschodniej 2011 (przekład niemiecki - Polen: kurze Geschichte, übers. Herbert Ulrich, Lublin 2011; przekład francuski - La Pologne: histoire, trad. Laurent Tatarenko, Iwona Goral, Lublin 2011; Pol'ša: istoriâ, per. Evsej Gendel', Nadiâ Gergalo, Lublin 2011).
- (redakcja) Między Rzymem a Nowosybirskiem: księga jubileuszowa dedykowana ks. Marianowi Radwanowi SCJ, red. Irena Wodzianowska, Hubert Łaszkiewicz, Lublin : Wydawnictwo KUL 2012.
- (redakcja) Ziemiaństwo na Lubelszczyźnie V: praca i życie codzienne w majątku ziemiańskim: materiały V sesji naukowej zorganizowanej w Muzeum Zamoyskich w Kozłówce w dniach 12-14 października 2012 roku, pod red. Huberta Łaszkiewicza, Lublin: Wydawnictwo Werset 2012.
- (redakcja) Hélène Carrère d'Encausse, Eurazjatyckie imperium. Historia Imperium Rosyjskiego od 1552 do dzisiaj, przeł. Krystyna Antkowiak, redakcja naukowa i wprowadzenie Hubert Łaszkiewicz, Kęty: Wydawnictwo Marek Derewiecki 2014.